# Jyamire (Sindhulpalchok)
Pour les articles homonymes, voir Jyamire.
Jyamire est un comité de développement villageois du Népal situé dans le district de Sindhulpalchok. Au recensement de 2011, il comptait 5 553 habitants.